# Ромберг, Герман Яковлевич
Герман Яковлевич Ромберг (нем. Hermann Romberg; 1835—1898) — астроном.
После изучения астрономии под руководством Энке в Берлине вёл наблюдения (1862—1864) в частной обсерватории Барклая в Лейтоне (Лондон). С 1864 по 1873 годы состоял при берлинской обсерватории, где принимал участие в международной работе по составлению зонных каталогов звёзд.
В 1873 году приглашён в Пулковскую обсерваторию адъюнктом, в 1876 году назначен старшим астрономом. В 1894 году вышел в отставку, переселился в Берлин, где и умер. Его ценный вклад в науку — громадный ряд наблюдений звёзд пулковским меридианным кругом. Первые 32000 наблюдений легли в основание его «Catalog von 5634 Sternen» (1891).